# Dhankuta (distrito)
Dhankuta é um distrito da zona de Kosi, no Nepal. Tem uma área de 891 km² e em 2011 tinha uma população de 163 412habitantes. A sua sede é a cidade de Dhankuta. 